# 신 노동당

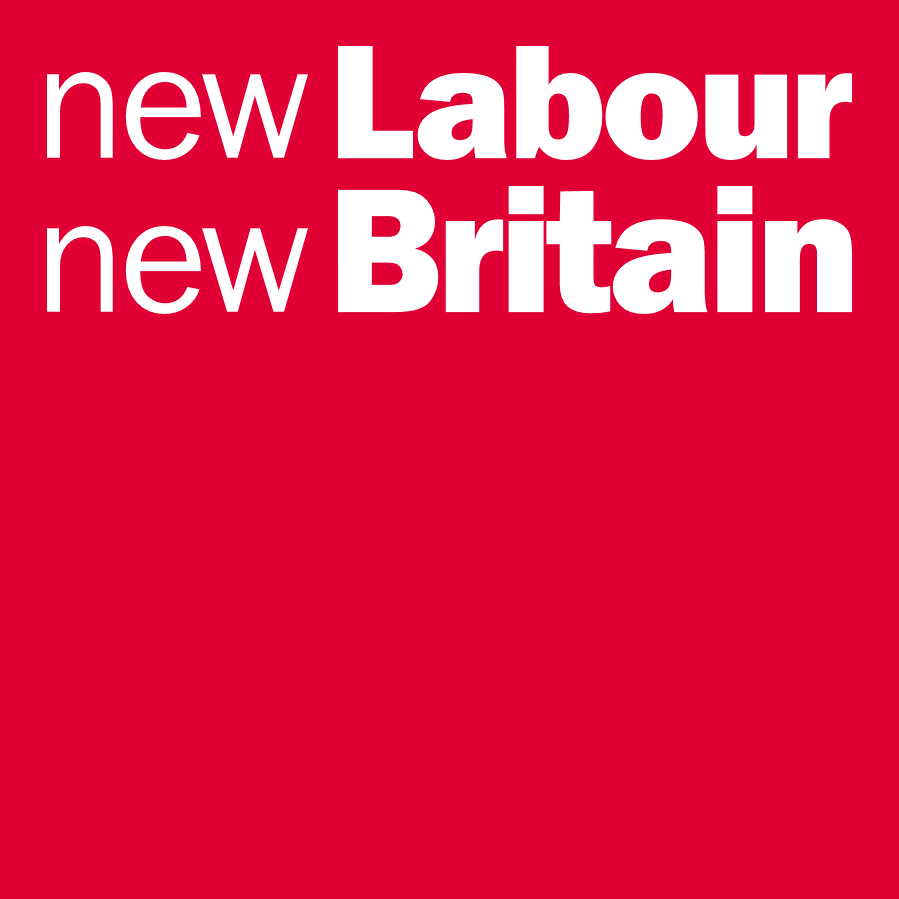
신 노동당을 상징하는 로고

신 노동당(New Labour)은 90년대 초 토니 블레어가 주창한 정치적 구호이며 1994년부터 2010년까지 제3의 길과 신중도론을 외치며 우경화된 새로운 영국 노동당을 가리키는 것이기도 하다.
이는 노동당 내 정파를 가리키는 의미이기도 했다. 토니 블레어 이후, 중도화를 추구하며 제3의 길을 표방하는 사람들이 자신들을 신 노동당(New Labour)이라고 부르며, 전통적인 노동계의 가치와 소득 분배 등의 가치를 옹호하는 사람들을 구 노동당(Old Labour)이라고 매도하였다.

## 노선의 변화
- 영국 노동당은 당 강령에서 사회민주주의를 삭제하고 그 자리에 제3의 길(신중도)을 대신하였다.

이로 인해 사회민주주의 성향의 노동조합이나 정통 노동당원들에 의해 많은 비판을 받았다. 결과적으로 토니 블레어와 고든 브라운의 제3의 길 도입 시도는 보수당의 집권과 황금기를, 노동당의 쇠퇴와 암흑기를 불러왔다.
- 구 노동당의 국유화 정강을 삭제하고 마가릿 대처를 비판하면서도 적절했다고 평가하며, 자본주의적인 시장경제를 옹호하였다.
- 소득의 분배, 사회 정의도 중요하지만 무엇보다 성공할 수 있는 희망과 부자가 될 수 있는 길을 열어야 한다고 주장하였다.

정통 노동당원들이나 사회민주주의자들에 의해 영국 노동당이 영국 보수당과 다를 거없는 중도우파~중도주의 스펙트럼의 신자유주의 정당으로 전락하였다고 비판받았다. 실제로 토니 블레어는 사회적 약자와 저소득층을 외면하고 중산층과 고소득층을 옹호해 표 얻기 위한 선거 포퓰리즘이라고도 비판받았다.

## 쇠퇴
신 노동당의 정책들은 2010년 이후 여러 가지 문제점을 드러내 다시 본래 노동당의 모습을 되찾았으나, 2015년 영국 총선에서 부진함으로써 토니 블레어를 비롯한 신 노동당파들이 토니 블에어 집권 시절처럼 친기업 정책, 중도노선, 부자부터 서민까지 모두 포용하는 제3의 길 노선으로 우회해야하다고 주장했으나, 제레미 코빈을 비롯한 정통 노동당들은 오히려 토니 블레어와 고든 브라운 시도한 영국 노동당의 우경화로 인해 영국 노동당은 중산층과 부자들의 지지를 받고 서민과 사회적 약자에게 외면받았으며, 많은 하위계층들, 노동자들이 정치에 관심을 멀리해 투표에 참여하지 않아 발생한 문제라고 토니 블레어의 주장을 반박하였다.

## 같이 보기
- 블레어주의
- 경제적 자유주의
- 페이비언 협회
- 대처주의
- 제3의 길